# Lasianthus laxiflorus
Lasianthus laxiflorus är en måreväxtart som beskrevs av Elmer Drew Merrill. Lasianthus laxiflorus ingår i släktet Lasianthus och familjen måreväxter. Inga underarter finns listade i Catalogue of Life.